# Zenobia, der Jahrmarktselefant
Zenobia, der Jahrmarktselefant (Originaltitel: Zenobia) ist eine US-amerikanische Filmkomödie von Gordon Douglas aus dem Jahr 1939. Die Hauptrollen spielten Oliver Hardy und Harry Langdon. Das Drehbuch des Films basiert auf der Erzählung Zenobia’s Infidelity (dt.: „Zenobias Untreue“) von H. C. Bunner.

## Handlung
Die reiche Witwe Mrs. Carter lebt mit ihrem Sohn Jeff in einer Kleinstadt am Mississippi. Als ihr Sohn verkündet, er wolle Mary Tibbett, die Tochter des armen Landarztes, heiraten, legt sie Einspruch ein. Dr. Tibbett, der an die Gleichheit aller Menschen glaubt, hegt nur wenig Sympathie für die snobistische und hypochondrisch veranlagte Witwe.
Der Arzt wird vom Zirkusbetreiber Professor McCrackle um Hilfe gebeten. Die Elefantendame Zenobia ist erkrankt. Dr. Tibbett kann das Tier heilen, das ihm nun aus Dankbarkeit auf Schritt und Tritt folgen will. Mrs. Carter sieht eine Möglichkeit, den Doktor bloßzustellen und veranlasst McCrackle, den Arzt zu verklagen. Der Plan jedoch misslingt, als Jeff bei der Gerichtsverhandlung seiner Mutter ihre Selbstsucht vorhält. Mrs. Carter willigt schließlich in die Hochzeit ihres Sohnes mit Mary ein. Zenobia kehrt zum Zirkus zurück und bringt ein Elefantenbaby zur Welt.

## Hintergrund
Der Film wurde am 21. April 1939 in den USA uraufgeführt. In Deutschland erschien er am 11. Juni 1967 in einer TV-Premiere des Senders ZDF.
Er war zuerst als Film für das Komikerduo Laurel und Hardy gedacht. Stan Laurel geriet jedoch in Streit mit dem Studioboss Hal Roach und verließ das Studio für zwei Jahre. Nun wollte Roach Hardy und Langdon als Komikerduo etablieren. Doch Hardy und Laurel kehrten schon bald darauf als Duo wieder auf die Leinwand zurück. Zur Wiedervereinigung des Duos trug auch die Tatsache bei, dass der Film ein kommerzieller Flop war.
Seit dem Zusammenschluss als Duo war, bis auf einige Ausnahmen bei Cameo-Auftritten, dies der erste von zwei Filmen, die Oliver Hardy ohne seinen Partner Stan Laurel drehte. Zehn Jahre später war Hardy an der Seite John Waynes in dem Abenteuerwestern In letzter Sekunde (1949) als Trapper Willie Payne zu sehen.
In dem 2018 veröffentlichten Laurel-und-Hardy-Biopic Stan & Ollie wird auf die Kontroverse um die Entstehung des Films angespielt: Es wird im Verlauf des Films mehrfach von "dem Elefanten-Film" gesprochen, und Stan bezichtigt Ollie des Verrats, weil er den Film ohne ihn drehte. Dies entspricht jedoch nicht der historischen Wirklichkeit, da Stan das Studio freiwillig verlassen und Ollie ermutigt hatte, seine Karriere bei Hal Roach ohne ihn fortzusetzen.

## Kritiken
Das Lexikon des internationalen Films bezeichnete den Film als „vergnügliche Unterhaltung für die ganze Familie mit nachdenklichen Zwischentönen“. Für Variety war der Film eine straffe Komödie, in der Hardy mit einem Minimum an Slapstickpossen und Stunts auskomme.